# Ecbatania alvandella
Ecbatania alvandella är en fjärilsart som beskrevs av Hans Georg Amsel 1961. Ecbatania alvandella ingår i släktet Ecbatania och familjen mott. Inga underarter finns listade i Catalogue of Life.